# Tricorythodes costaricanus
Tricorythodes costaricanus är en dagsländeart som först beskrevs av Georg Ulmer 1920.  Tricorythodes costaricanus ingår i släktet Tricorythodes och familjen Leptohyphidae. Inga underarter finns listade i Catalogue of Life.